# 472 (číslo)
Čtyři sta sedmdesát dva je přirozené číslo. Následuje po číslu čtyři sta sedmdesát jedna a předchází číslu čtyři sta sedmdesát tři. Římskými číslicemi se zapisuje CDLXXII a řeckými číslicemi υοβ.

## Matematika
472 je:
- Deficientní číslo
- Složené číslo
- Nešťastné číslo

## Astronomie
- (472) Roma je planetka hlavního pásu, kterou objevil v roce 1901 Luigi Carnera

## Roky
- 472
- 472 př. n. l.